# 康布雷戰役 (1917年)
康布雷戰役，也称第一次康布雷戰役（英語：Battle of Cambrai），是第一次世界大戰期間西線戰場一次由英軍於康布雷发动的一次进攻、德軍反擊的戰鬥。随后是德军自1914年以来对英国远征军最大的一次反攻。
康布雷镇位于法国北部省，是德军兴登堡防线的重要补给中心，攻占该镇和附近的布尔隆山脊将威胁到德军北线的后方。此戰被認為第一次大規模集中使用戰車的戰役，前一年的索姆河會戰英軍一共只正式上陣了18輛戰車(首批製造50輛)。